# 花房健
花房 健（はなふさ たけし、1957年5月11日 - ）は、兵庫県出身の元プロ野球選手（投手）。

## 経歴
高砂高では3年夏、部員15名ながらエースで4番を打った。福岡大学に進学し九州六大学野球連盟加盟の野球部に入部。4年次に一気に頭角を現し、春季6勝1敗、秋季7勝無敗で連続ベストナイン、秋季は最高殊勲選手を獲得。九州六大学リーグ通算17勝。4年秋の明治神宮大会では初戦で完封、2回戦では亜大の宮本賢治と投げ合うが敗退。「九州の速球王」の異名を全国区にした。
1980年11月26日、プロ野球ドラフト会議において近鉄バファローズからドラフト3位指名を受け入団。
一軍公式戦の出場がないまま、1985年限りで現役を引退した。
入団時の背番号は28であったが、翌年入団した金村義明が28をつけるため変更している。なお28番のユニフォームはそのまま金村に受け継がれた（金村いわく「お披露目前にHANAFUSAのワッペンを外した」という）。

## 詳細情報

### 年度別投手成績
- 一軍公式戦出場なし

### 背番号
- 28 （1981年）
- 49 （1982年 - 1985年）